# البحرين في دورة الألعاب الآسيوية للشباب 2013
تنافست البحرين في دورة الألعاب الآسيوية للشباب 2013 التي عقدت في نانجينغ بالصين في الفترة من 16 إلى 24 أغسطس 2013. حصلت البحرين على ميدالية برونزية واحدة. احتل في نهاية البطولة المركز السادس والعشرين في جدول الميداليات العام.